# Olešná (okres Havlíčkův Brod)
Olešná (v místním nářečí Volešná, německy Woleschna) je obec v okrese Havlíčkův Brod v Kraji Vysočina. Žije zde 368 obyvatel. Obec se nachází 10 km severně od města Havlíčkův Brod. 

## Název
Název obce se odvozuje od olší, stromů, které bývaly v této lokalitě obvyklé.

## Historie
První písemná zmínka o vsi pochází z roku 1591, ačkoli vznikla pravděpodobně mnohem dříve. Leží totiž v blízkosti bývalé Haberské stezky, obchodní trasy spojující Kolín a Jihlavu, a právě proto je možné se domnívat, že historie obce zasahuje do doby starší než 16. století.
Oblast severně od Havlíčkova Brodu vlastnili na konci 16. století Trčkové z Lípy, kteří Olešnou (spadající pod panství Světlá nad Sázavou) drželi až do roku 1634, kdy byl jejich majetek zabaven císařem Ferdinandem II. Olešná byla oddělena od světelského panství a vyčleněna společně s okolními obcemi pod nové panství Habry, které získal císařský generál Reinhard z Walmerode. Jeho syn část statku (Olešnou, Horní a Dolní Krupou) prodal v roce 1651 Janu Menclovi z Bernfeldu, ten zase Hendrychovi mladšímu z Levenfelsu, od nějž statek získala dcera, která si ho odnesla jako věno při sňatku s členem rodu Senovců z Ungervertu. Tento rod pak Olešnou držel až do roku 1830, po zrušení panství v roce 1848 se obec stala součástí okresu Německý Brod.
I přes rozsáhlou rekatolizaci po třicetileté válce se v Olešné tajně udrželo evangelické vyznání, k němuž se zdejší obyvatelé přihlásili za josefínských reforem na konci 18. století. V obci tak vedle sebe žili katolíci a evangelíci – na rozdíl od jiných obcí ve shodě, nedocházelo k vzájemnému napadání a nevraživosti. Tato shoda se v obci projevovala i po I. světové válce, kdy zdejší zemědělci založili sdružení soukromníků, které například postavilo ve spodní části obce lihovar, byla s jeho pomocí provedena elektrifikace, zaveden vodovod a podobně.
V průběhu německé okupace za II. světové války se v okolí Olešné hojně vyskytovaly partyzánské skupiny, neboť se u obce nacházelo německé cvičné letiště. Tyto skupiny se usazovaly na samotách kolem obce, především na Krátech mezi Olešnou a Horní Krupou. Jinak válka Olešnou příliš nepoznamenala, až v květnu 1945 došlo ke dvěma významnějším událostem. 6. května projížděli obcí Němci, kteří začali střílet do vyvěšených československých vlajek, a 9. května tudy prchal transport Němců, na který kdosi vystřelil, což mělo za následek šarvátku, při které zemřelo 20 Němců a několik ruských vojáků. Ti všichni byli pohřbeni v okolí Olešné, především mezi Olešnou a Skuhrovem.
Největší ránou pro obec nebyly obě světové války, ale kolektivizace, která probíhala v 50. letech. Olešenští se dlouho bránili vzniku jednotného zemědělského družstva v obci, protože zde byla řada větších i menších sedláků. Nakonec v roce 1957 k založení družstva přece jen došlo a jednotliví sedláci byli přesvědčováni, aby do něj vstoupili. Když se to příliš nedařilo a družstvo mělo špatné hospodářské výsledky, začalo docházet k dodnes nevysvětleným požárům hospodářských budov ve vsi. To vedlo k odsouzení osob, které se komunistickému režimu nehodily. Protože padly vysoké tresty, další kolektivizace proběhla již v klidu a bez protestů. V současnosti družstvo v Olešné hospodaří pod správou společnosti Solmilk, je v něm zaměstnána velká část zdejších obyvatel.
| Rok            | 1869 | 1880 | 1890 | 1900 | 1910 | 1921 | 1930 | 1950 | 1961 | 1970 | 1980 | 1991 | 2001 |
| Počet obyvatel | 464  | 511  | 442  | 443  | 425  | 433  | 376  | 343  | 323  | 286  | 303  | 306  | 302  |

## Pamětihodnosti
V centru obce se nachází nově opravená kaple zasvěcená svatému Floriánovi, patronu hasičů. U silnice č. I/38 je pak umístěna druhá kaple, zasvěcená témuž patronu. V katastru obce najdeme několik křížů. Většina z nich byla vystavěna především v druhé polovině 19. a na počátku 20. století, nad vsí ale stojí také kamenný kříž z roku 1728.

## Galerie

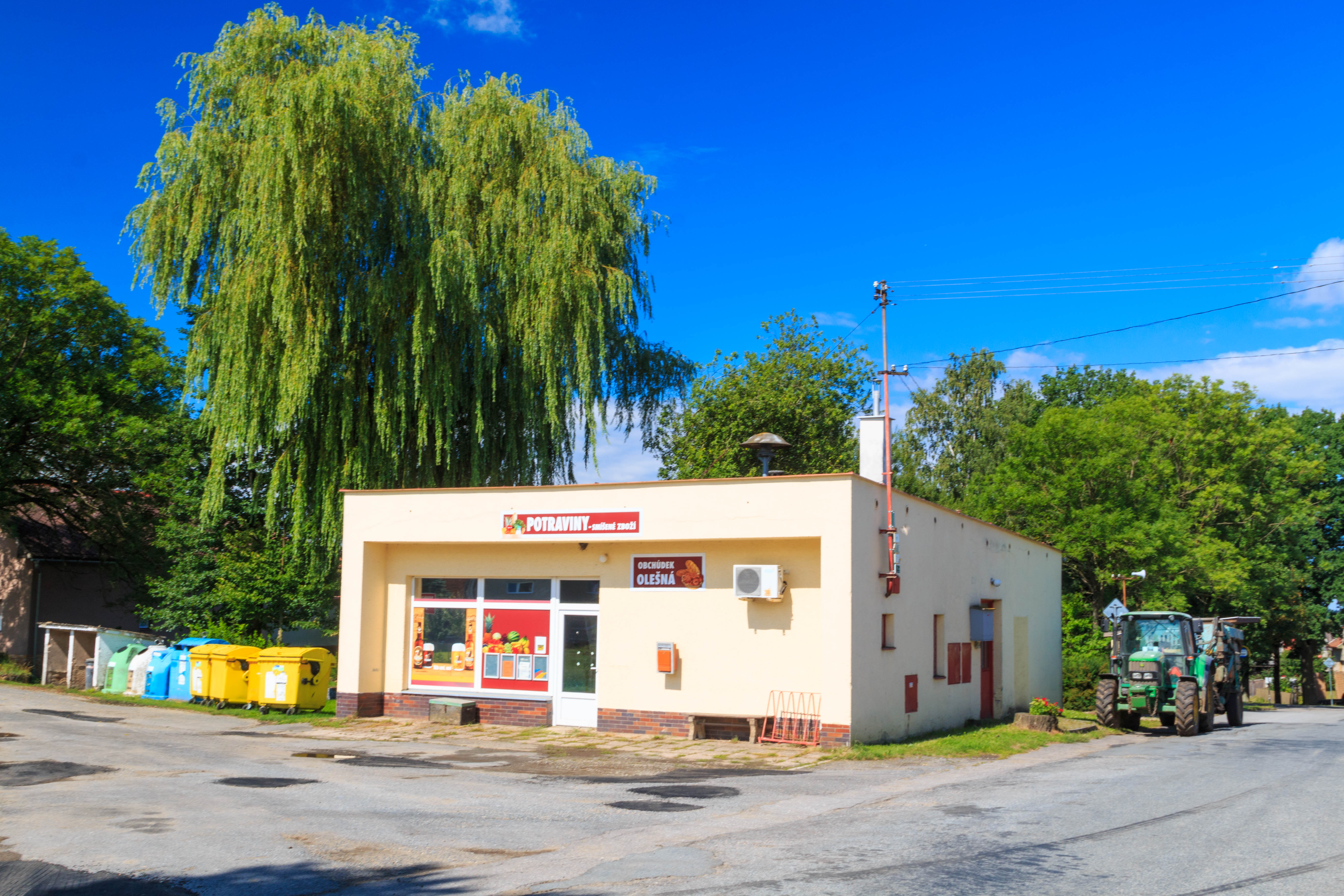
Prodejna
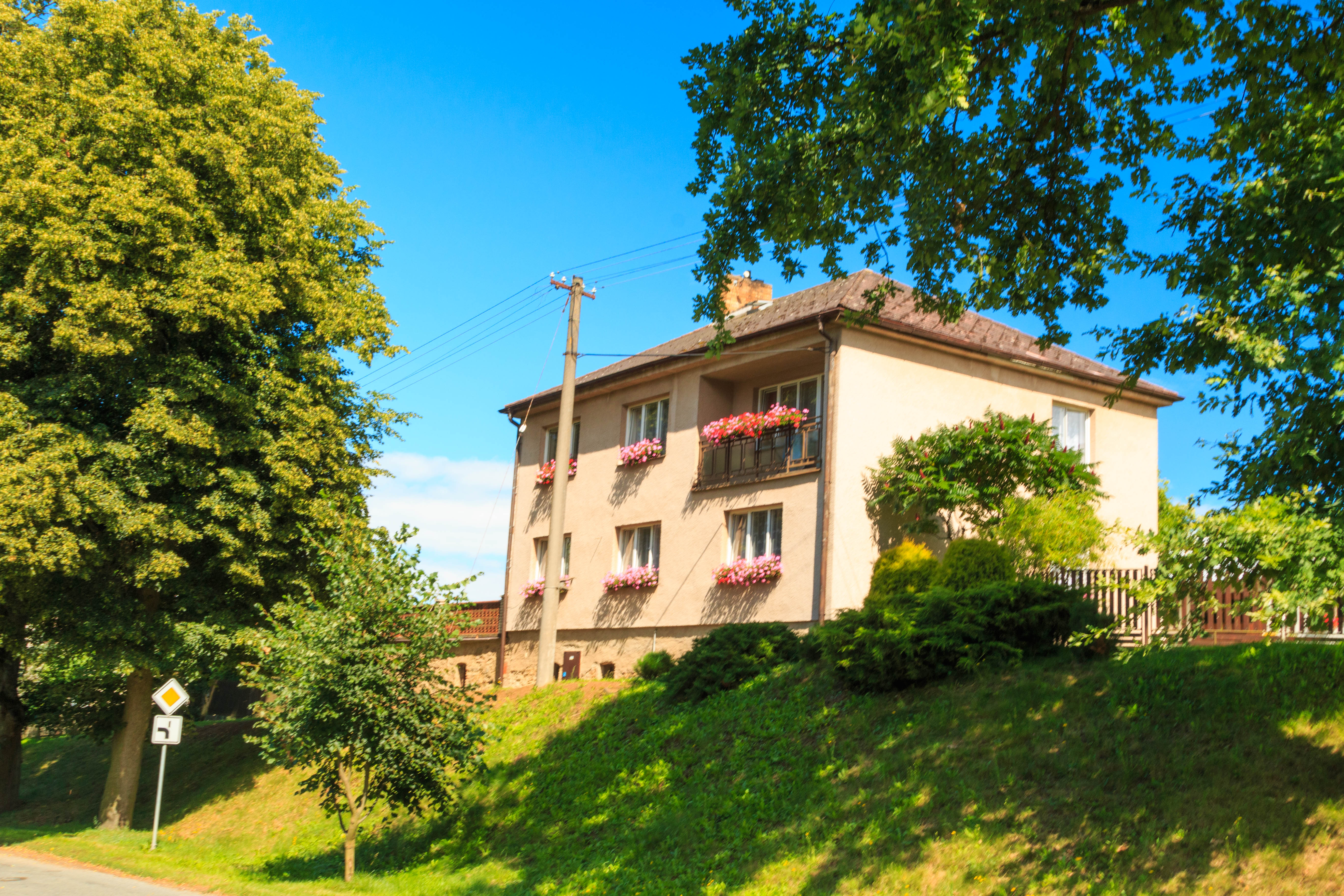
Dům čp. 49
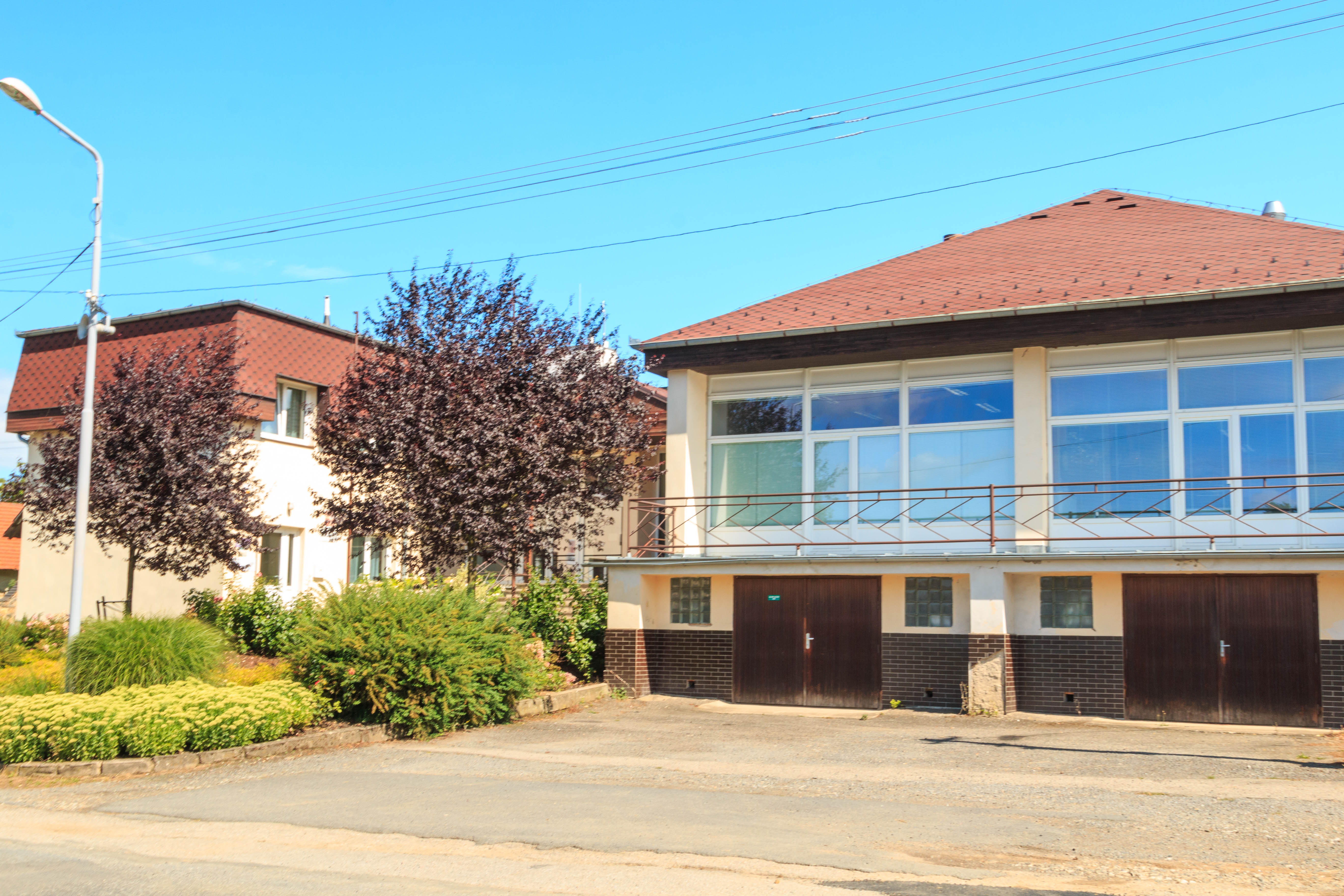
Obecní úřad
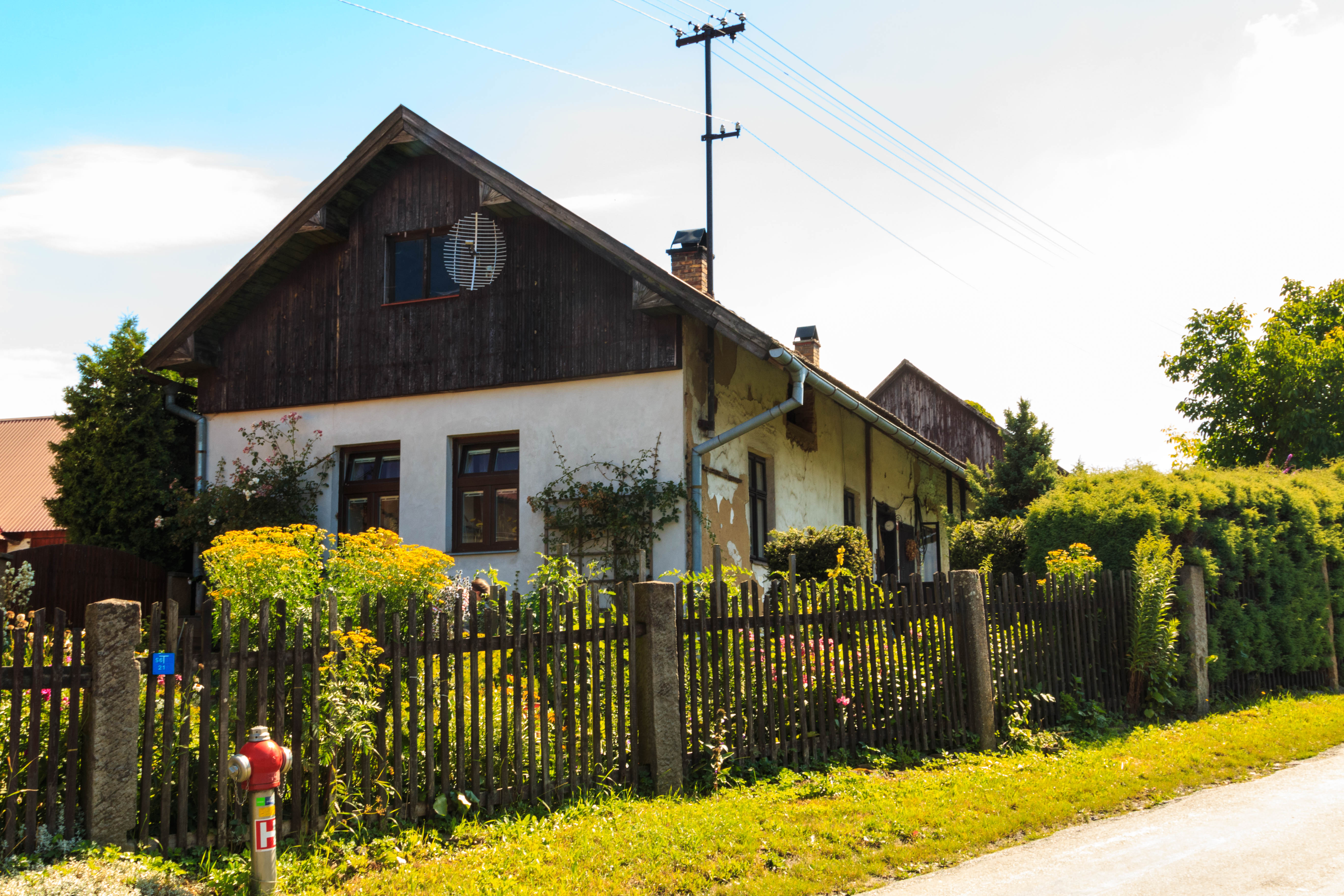
Dům čp. 19